# Jackson Vroman
Jackson Vroman (né le 6 juin 1981 à Laguna, Californie et mort le 29 juin 2015) est un joueur de basket-ball libano-américain. Il avait été naturalisé en tant que citoyen libanais pour jouer dans l'équipe du Liban de basket-ball en remplacement de l'autre joueur américain naturalisé libanais Joe Vogel.

## Biographie
Jackson est sélectionné à la 31e de la Draft 2004 de la NBA par les Bulls de Chicago. Il joue avec les Suns de Phoenix et les Hornets de La Nouvelle-Orléans où il tourne à 4,6 points et 3,8 rebonds par match.
Durant la saison NBA 2004-2005, il fait partie d'un transfert avec ses coéquipiers Casey Jacobsen et Maciej Lampe vers les Hornets de La Nouvelle-Orléans contre l'arrière Jim Jackson.
En 2006-2007, il joue au CB Gran Canaria en Espagne.
Il commence la saison 2007-2008 avec le CB Girona avant d'être signé par le BC Lietuvos rytas en février 2008.
En octobre 2010, il signe en Chine avec les Dongguan Leopards.
Pour la saison 2011-2012, il signe en Corée du Sud chez les Incheon ET Land Elephants (en). Mais, en décembre 2011, il signe un contrat avec les Jiangsu Dragons.
Puis, il signe avec les Barangay Ginebra Kings (en) dans les Philippines et joue son premier match avec eux le 4 mars 2012. L'année suivante, il retourne en Chine chez les Shandong Lions.

## Vie privée
Son père, Brett Vroman (en) a été basketteur professionnel durant douze ans et a joué pour le Jazz de l'Utah lors de la saison NBA 1980-1981.
Le 29 juin 2015, Vroman est retrouvé mort dans la piscine d'un de ses amis, habitant Hollywood, en Californie.